# Олаф Бйорнстад
Олаф Бйорнстад (норв. Olav Bjørnstad, 16 грудня 1882 — 13 червня 1963) — норвезький академічний веслувальник.
Бронзовий призер Олімпійських Ігор 1912 року в складі розпашної четвірки зі стерновим з внутрішніми кочетами.